# AMK (Unternehmen)
AMKmotion GmbH + Co KG, ehemals AMK Arnold Müller GmbH & Co. KG, ist ein Entwickler und Hersteller von elektrischer Antriebs- und Steuerungstechnik in Kirchheim unter Teck.

## Unternehmen
AMKmotion GmbH + Co KG ist ein Anbieter von Antriebs- und Automatisierungslösungen für den Maschinen- und Anlagenbau. AMK steht für den Namen des Firmengründers und den Ort, Arnold Müller Kirchheim.

### Antriebs- und Steuerungstechnik
Die elektrische Antriebs- und Steuerungstechnik ist das Kerngeschäft von AMKmotion. Das Unternehmen entwickelt und produziert hochdynamische Antriebslösungen. Das Produktportfolio umfasst Synchron-Servomotoren, zentrale und dezentrale Antriebslösungen, Servoumrichter und Motion Controller. Hohlwellenmotoren und kundenspezifische Lösungen gehören ebenso zum Leistungsspektrum von AMKmotion.

## Geschichte
Im Jahre 1963 begann Arnold Müller mit der Produktion von Einbau- und Sondermotoren. Dabei galt sein besonderes Interesse spezifischen Produkten. Dadurch entstanden neue Entwicklungen auf dem Gebiet der elektrischen Antriebs- und Steuerungstechnik. 1967 entwickelte AMK den ersten stufenlos regelbaren Drehstrommotor. Bereits 1983 brachte AMK die digitale Drehstrom-Antriebstechnik zur Serienreife. Hierfür wurde AMK mit dem Innovationspreis des Landes Baden-Württemberg ausgezeichnet. 1992 gelang es dem Unternehmen, die SPS-Steuerung in den Antrieb zu integrieren, bevor diese Technologie marktüblich wurde.
1998, mit dem Aufbau des Automotive-Bereiches, wurde der Reifenfüllkompressor entwickelt. Mit diesem Gerät und einem Dichtmittel können Reifen mit leichten Schäden wieder fahrbereit gemacht werden.
1999 entwickelte AMK einen Motor mit integriertem Frequenzumrichter als anschlussfertige Einheit. Dieser Aufbau ermöglichte die dezentrale Installation und sparte Platz. Dieser Motor war der Vorläufer der 2006 in Serie gegangenen Weiterentwicklung, dem AMKASMART IDT. Beim AMKASMART IDT sind Hightorque-Motor, Servoregler und Winkelgeber als anschlussfertige Einheit in einem Gerät vereint. Im Jahr 2005 verlieh Lothar Späth die Auszeichnung „TOP 100“ der innovativsten Mittelständler an AMK.
Im Juni 2016 gab das Unternehmen bekannt, dass die chinesische Zhongding Group das Unternehmen übernimmt. 2018 wurde der irische Hersteller von Luftfedersystemen Drive-Rite Teil des Unternehmens.
2021 trennte sich die AMK-Group. Zu Jahresbeginn 2021 übernahmen die Unternehmerfamilien Keinath und Hehl die Sparte „Drives and Automation“ von AMK – sie firmiert künftig unter AMKmotion GmbH + Co KG.  Die Zhongding Group konzentrierte sich auf die Sparte „Automotive“.